# Sônia Saturnino Braga
Sônia Maria Saturnino Braga Santos (Rio de Janeiro, 14 de dezembro de 1950) é uma professora universitária, bacharel em Ciências Sociais - UFF (Universidade Federal Fluminense), feminista e política brasileira.
Foi a primeira mulher eleita vereadora pelo voto direto em Niterói em 1982, pelo PDT (Partido Democrático Trabalhista) de Leonel Brizola.
Membro efetivo do Instituto Histórico e Geográfico de Niterói (IHGN), é membro do Conselho Municipal de Proteção do Patrimônio Cultural de Niterói.
Teve participação efetiva em vários congressos de mulheres, inclusive com a defesa da tese A Inserção da Mulher na Política, durante o Primeiro Encontro Nacional de Mulheres do Brasil, em São Paulo.
Como vereadora foi a precursora de projetos voltados para o deficiente físico, como rampas de acesso, reserva do primeiro banco de ônibus e respaldo de concreto em volta dos orelhões, para evitar acidentes ao portador de deficiência visual.
Conseguiu trazer para Niterói a Delegacia de Mulheres.
Publicou o livro A história das mulheres em Niterói em 2006, onde resgata a memória das mulheres que fizeram história em Niterói, independente de terem nascido na cidade.